# Blaise Diagne

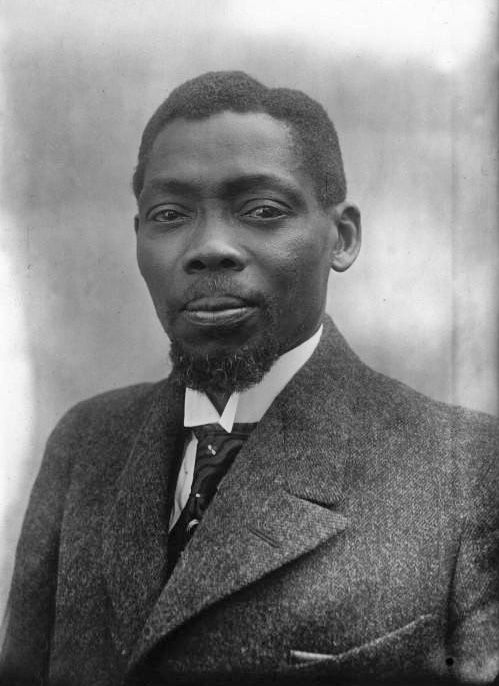
Blaise Diagne en 1921.

Blaise Diagne (13 de octubre de 1872 - 11 de mayo de 1934) fue un líder político francés y alcalde de Dakar. Fue el primer africano negro elegido a la Cámara de Diputados francesa, y el primero en ocupar un cargo en el gobierno francés.

## Antecedentes
Nacido de padre serer, Niokhor Diagne, y madre manjaco originaria de Guinea-Bissau, Gnagna Anthony Preira, Galaye Mbaye Diagne nació en Gorée, Senegal, más tarde fue adoptado por una familia cristiana que lo bautizó Blaise. Estudió en Francia antes de unirse a la aduana francesa en 1892. Sirvió en Dahomey (actual Benín), Congo Francés (ahora República del Congo), Reunión, Madagascar, y la Guayana Francesa. En septiembre de 1899, mientras que en la isla de Reunión, Diagne se hizo masón, uniéndose a una logia afiliada al Gran Oriente de Francia.

## Trayectoria política
Diagne fue elegido a la Cámara de Diputados de Francia en 1914 como representante de Senegal. Fue reelegido varias veces, cargo que ocupó hasta su muerte en 1934. De 1914 a 1917 algunos políticos se organizaron en grupos con la Sección Francesa de la Internacional Obrera, precursora del Partido Socialista francés, para poder afiliarse a los independientes dirigidos por Georges Mandel. En 1914 después de ser electo diputado por Senegal, Blaise Diagne fue fundamental en la intervención del gobierno en un brote de peste que azotó a Dakar. En 1916 Diagne convenció al Parlamento francés para aprobar una ley (Loi "Blaise Diagne") la concesión de la plena ciudadanía a todos los habitantes de los llamados Cuatro Comunas en Senegal: Dakar, Gorée, Saint-Louis, y Rufisque. Esta medida constituye un elemento importante de la política colonial francesa de una "misión civilizadora" (misión civilizadora). Él era un reclutador principal para el ejército francés durante la Primera Guerra Mundial, cuando miles de negros africanos occidentales luchaban en el frente occidental de Francia. 
Después de la guerra, Diagne se embarcó en una carrera administrativa, además de sus responsabilidades como diputado. Desde octubre de 1918 hasta 01 1920 ocupó el cargo de Comisionado General del Ministerio de Colonias con la supervisión del personal militar de las colonias y de los trabajadores de las posesiones africanas de Francia. Él representó a Francia en la Oficina Internacional del Trabajo, la secretaría de la Organización Internacional del Trabajo, en 1930 Desde enero de 1931 hasta febrero de 1932 fue Subsecretario de Estado para las colonias, una posición en el gabinete nivel junior. De 1920 a 1934 se desempeñó como alcalde de Dakar.

## Legado
Fue un pionero de la política electoral del África negra y un defensor de la igualdad de derechos para todos, sin importar la raza. Alentó alojamiento Africana de dominio francés y la adopción de las normas culturales y sociales franceses. A pesar de que se adelantó a su tiempo en 1914, por los últimos años de su vida, la política colonial de África habían pasado por él. Él siguió abogando por un papel de África en Francia, mientras que la mayoría de las elites africanas occidental-educados abrazaron el nacionalismo africano y trabajaron para la eventual independencia de las potencias coloniales. 
Se alega que no fue enterrado en el cementerio musulmán de Soumbedioune en Dakar por su masonería. Sin embargo, un gran bulevar (Avenida Blaise Diagne) y una escuela secundaria (liceo Blaise Diagne) en Dakar fueron nombrados en su honor, así como el nuevo aeropuerto internacional de Senegal, Blaise Diagne Aeropuerto en Ndiass, 52 kilómetros fuera de Dakar. 
Su hijo Raoul fue el primer negro en jugar al fútbol profesional en Francia y tuvo gran éxito jugando para Racing Club de Francia a finales de 1930, que ganó el título francés en 1936 y la Copa de Francia en 1936, 1939, y 1940. 
Su nieto, de igual nombre, nacido en París en 1954 de su hijo Adolfo (1907-1985, médico francés), se convirtió en alcalde de la localidad francesa Lourmarin (1.002 habitantes en 2010) en las montañas de Luberon de la Provenza en 2001 y fue reelegido en 2008. Según él, el recuerdo de su abuelo conocía escasas menciones dentro de la familia ("padres Mais mes ont toujours été très Discrets sur cette histoire familiale"). Su madre y su abuela eran las dos mujeres francesas "Blancas". Al ser entrevistado en 2005, Blaise Diagne Jr. le dijo a la periodista que no había viajado a Senegal desde 1960 y pensó que "no tiene nada que aportar allí".
- Datos: Q725749
- Multimedia: Blaise Diagne / Q725749